# Sandhurst (Gloucestershire)
Sandhurst – wieś w Anglii, w hrabstwie Gloucestershire, w dystrykcie Tewkesbury. Leży 5 km na północ od miasta Gloucester i 153 km na zachód od Londynu.